# Pedro Gómez Cello
Pedro Gómez Cello (n. Santa Fe, Argentina, 24 de mayo de 1887 - † Ídem, 16 de enero de 1947) fue un médico y político argentino que entre otros cargos fue Intendente de la Ciudad de Santa Fe de 1920 a 1924 y Gobernador de la Provincia de Santa Fe entre 1928 y 1930.

## Biografía
Pedro Gómez Cello nació el 24 de mayo de 1887 en la ciudad de Santa Fe, ciudad donde cursó sus estudios primarios y secundarios hasta recibirse de bachiller en el colegio de los Padres Jesuitas, actualmente colegio de la Inmaculada Concepción. Recibiéndose de bachiller en el año 1903. En 1904 ingresa en la Facultad de Medicina de Córdoba donde realiza su carrera durante 3 años, para luego trasladarse a Buenos Aires,  donde obtiene el título de médico en 1910.
Terminada la carrera, el Dr. Gómez Cello regresó a su ciudad natal, ejerciendo en ella su profesión. En el año 1911, ingresó a trabajar al Hospital de Caridad – actual Hospital José M. Cullen – donde fue designado a prestar servicios en la sala de maternidad. El Dr. Manuel Menchaca lo designa en el año 1912, a los 25 años de edad,  Vocal del Consejo de Higiene. Este Consejo se encontraba integrado por un Presidente, dos Vocales Médicos y un Farmacéutico,  y su principal función era de carácter sanitario, con facultades de control y gobierno.
Se unió al radicalismo del Comité Nacional. En 1911 presidió la Convención Departamental de La Capital de dicho partido.
En 1915 era Presidente del Comité de la Sección 3°; presidió el Comité de la2° durante muchos años y el Comité Departamental de La Capital. Fue Delegado de la Convención Nacional de la UCR y Presidente del Comité Provincial de su partido.
En 1912, en las primeras elecciones que se llevaron a cabo con la Ley Sáenz Peña, fue elegido como diputado Provincial de la provincia de Santa Fe por el Departamento La Capital. En dicho cargo estuvo hasta 1916.
En 1920 presidió el colegio electoral que designó como gobernador a Enrique Mosca.
Desde el 11 de julio de 1920 fue Intendente de la ciudad de Santa Fe, cargo que ejerció hasta el 10 de julio de 1924.
Como intendente de Santa Fe solventó la deuda pública que tenía el municipio; regularizó la Caja de Jubilaciones y Pensiones; proyectó e inició la obra del parque Juan de Garay; rellenó Av. Alem y el Bv. Pellegrini, entre otras obras de relevancia. Salvó una situación de atraso en los sueldos y de abandono administrativo. Se presentó como candidato a la Gobernación Provincial en las elecciones del 5 de febrero de 1928.
En 1928 se convirtió en Gobernador de la Provincia de Santa Fe con tan solo 41 años. promoviendo, por ejemplo, la creación del Banco Agrícola y la lucha constante por combatir el analfabetismo. Pero el contexto económico y la gran tensión que se vivía en el país, dieron fin a su gobierno prontamente. El golpe de Estado de 1930 provocaría que deba entregar personalmente su mando el 6 de septiembre, cuando a las 8 de la mañana, el teniente coronel Rodolfo Márquez le solicitara el retiro del despacho de gobierno de forma pacífica.
La destitución fue muy difícil para Gómez Cello, no solo por no haber podido culminar  su tarea,[cita requerida] sino porque el país caía en una gran incertidumbre sobre su futuro. El día de su asunción, cuando indicaba: “Repetiré las Palabras de Yrigoyen: del Gobierno a casa. Si llegara a producirse el caso que al concluir mi periodo hubiera una senaduría vacante y como en otras ocasiones ha ocurrido con los gobernadores que llegan a concluir su mandato, me fuera dispensado el honor de ofrecérseme ese cargo, no lo aceptaré, como no aceptaré ningún otro.” Fue así, como el doctor se reintegró al ejercicio de su profesión, como médico de la sala 5 del Hospital de Caridad
Si bien fue destituido de su cargo el 7 de septiembre del mismo año, quiso entregar él mismo el mando al Interventor Federal Benito Oiz, tarea que realizó al día siguiente.
El 31 de diciembre de 1930, fue detenido y trasladado a Buenos Aires, por orden del Gobierno de facto. Allí fue alojado en el Departamento Central de Policía y posteriormente a la Penitenciaría Nacional, junto con otros presos políticos. Permaneció preso hasta el 3 de marzo de 1931, cuando a las 18:30 horas, le informaron que era absuelto de sus cargos y pudo retirarse nuevamente a su hogar. retornócomo Jefe de la Sala 5 del Hospital de Caridad. E  El jueves 16 de enero, en horas del mediodía, fallecía a los 59 años en cumplimiento de sus funciones.  Sus restos fueron depositados ese mismo día, a las 17 horas, en el cementerio municipal. El 26 de septiembre de 1948 se inauguró un mausoleo en su memoria, realizado por el escultor José Sedlacek.
Era un hombre sencillo, de gran reconocimiento social, por su desempeño como médico y como político. Nunca lo marearon los lugares de prestigio ni las posiciones públicas, ya que no lo motivaron las ambiciones personales.[cita requerida] El día de su fallecimiento, la Sociedad de Beneficencia del Hospital de Caridad, colocó una placa en la sala 5 donde era Jefe.[cita requerida]
En el Departamento San Justo, por ruta nacional 11 km 657, existía un paraje que era denominado desvío km 187. En el año 1958 a través de la Ley 4724 de la Cámara de Diputados se le otorga el nombre de Pedro Gómez Cello a la localidad.  En octubre de 1958 por  Ley 4779 se crea la Comuna que conservaría el nombre en honor a este gobernador.
En la Capital Santafesina, el intendente Ramón Lofeudo había enviado a realizar un busto en memoria de Pedro Gómez Cello, que se erigiría en el enlace de las avenidas López y Planes y Gdor. Freyre, frente a la cancha del Club Atlético Unión de Santa Fe. Quizás por guiño del destino o mera casualidad, el doctor fue quien dio el puntapié inicial en la inauguración del estadio “15 de Abril” el 28 de abril de 1929, ya que por ese entonces, era Gobernador de la Provincia. Retomando, el monumento que se encontraba allí hacía bastante tiempo, nunca fue inaugurado por Lofeudo. El 16 de abril de 1966 un grupo de personas realizó un acto no oficial de inauguración. El acto oficial lo realizó el Intendente José Ureta Cortés el 22 de agosto de 1966.
Tuvo una hija llamada Ana María Gómez Cello Testi, también apodada cariñosamente "Porota", la cual falleció el 11 de diciembre de 1996.